# Zidani Most (Trebnje, Slovenija)
Zidani Most je naselje u slovenskoj Općini Trebnju. Zidani Most se nalazi u pokrajini Dolenjskoj i statističkoj regiji Jugoistočnoj Sloveniji. 

## Stanovništvo
Prema popisu stanovništva iz 2002. godine naselje je imalo 13 stanovnika.